# Манакін малиновоголовий
Манакін малиновоголовий (Antilophia galeata) — вид горобцеподібних птахів родини манакінових (Pipridae).

## Поширення
Він поширений на плато Центральної та Південної Бразилії, а також прилеглих північно-східних районах Болівії та північно-східній частині Парагваю. Мешкає у середніх і нижніх ярусах галерейних лісів, переважно на висоті від 400 до 1000 метрів над рівнем моря.

## Опис
Дрібний птах, завдовжки 14,5 см. Він проявляє статевий диморфізм. Самець має довгий яскраво-червоний гребінь, що йде від чола до центру спини, з пучком над дзьобом; оперення решти тіла чорне. Самиця однорідного зеленого кольору.

## Спосіб життя
Харчується переважно фруктами, також полює на комах. Самиця будує гніздо у вигляді кошика в розвилці дерев. Відкладає одне-два коричневих яйця і висиджує 17—19 днів. Пташенята залишають гніздо на 13—15 день після вилуплення.